# Jan Honningdal
Jan Kristian Honningdal (Ålesund, 1959 –) norvég keresztény gitáros és énekes. Kapcsolatban áll az Ungdom i Oppdrag szervezettel, amelyben dicsőítésvezetőként szolgál. Több mint 200 dalt írt, és hét albumot adott ki, amelyeken felesége, Tove Honningdal is szerepel.

## Diszkográfia
- 1986 – Kanal (Csatorna)
- 1992 – Majestet (Fenség)
- 1995 – Løven av Juda (Júda oroszlánja)
- 1996 – Nådelandet (A kegyelem földje)
- 2001 – Fordi du elsket meg først (Mert először te szerettél engem)
- 2005 – Du alene er Gud (Egyedül ta vagy az Isten)
- 2007 – Elskede Jesus (Szeretett Jézus)

## Fordítás
- Ez a szócikk részben vagy egészben a Jan Honningdal című norvég Wikipédia-szócikk ezen változatának fordításán alapul.  Az eredeti cikk szerkesztőit annak laptörténete sorolja fel. Ez a jelzés csupán a megfogalmazás eredetét és a szerzői jogokat jelzi, nem szolgál a cikkben szereplő információk forrásmegjelöléseként.

## Külső hivatkozások
- Hivatalos honlap (norvég)